# Сіренко Віталій Васильович
Віта́лій Васи́льович Сіре́нко (9 листопада 1981, Київ) — український кінопродюсер, актор, генеральний продюсер кінокомпанії «Фільмстрім» https://filmstream.com.ua/uk/ [Архівовано 26 лютого 2021 у Wayback Machine.] та «ЄйБіСі Фільм».

## Життєпис

### Ранні роки
Віталій Сіренко народився 9 листопада 1981 у місті Київ. У 2004 році закінчив Київський національний університет культури і мистецтв за спеціальністю "Менеджер". У 2014 році пройшов післядипомну освіту та отримав диплом магістра в Національній академії керівних кадрів культури і мистецтв за спеціальністю "Менеджмент організацій і адміністрування".

### Початок кінематографічної кар'єри
Впродовж 2004-2005 років пряцював на телеканалі «Інтер»:
- 2004 рік — адміністратор телешоу «Шанс.Model.ua»
- 2005 рік — адміністратор телешоу «Зіркою серіалу буду я»

З 2006 року займає позицію генерального продюсера кінокомпанії «Фільмстрім».
З 2014 року стає генеральним продюсером кінокомпанії «ЄйБіСі Фільм» та очолює позицію генерального продюсера у двох кінокомпаніях «Фільмстрім» та «ЄйБіСі Фільм».

### Політична кар‘єра
З 18.08.2020 року — радник Віце-прем’єр-міністра України – Міністра з питань стратегічних галузей промисловості України (на громадських засадах).

## Творчість
З початку кінематографічної кар'єри, 2006 року, зпродюсував 98 телевізійних серіалів та художніх фільмів.
Згідно з даними дослідження Індустріального Телевізійного Комітету, у 2017 році серіал «Капітанша» став найрейтинговішим серіалом року. Середній рейтинг картини за комерційною аудиторією склав 4,97%, а частка – 16,16%. У пікові моменти рейтинг сягав 7,59%, а частка – 28,1%. Загальна кількість глядачів оцінюється приблизно в 16,1 мільйона.

## Фільмографія

### Телебачення
| Рік  |   | Українська назва                     | Оригінальна назва                 | Роль            |
| ---- | - | ------------------------------------ | --------------------------------- | --------------- |
| 2024 | с | Пором                                | Паром                             | продюсер        |
| 2024 | с | Примарна спадщина                    | Призрачное наследие               | продюсер        |
| 2024 | с | Сімейний консультант                 | Семейный консультант              | продюсер        |
| 2024 | с | Моє кіно                             | Моё кино                          | продюсер        |
| 2024 | с | Сховища. Вісім історій               | Убежище. Восемь историй           | продюсер        |
| 2024 | с | Продовження роду                     | Продолжение рода                  | продюсер        |
| 2022 | с | Минулому мене не зломити             | Прошлому меня не сломить          | продюсер        |
| 2022 | с | Ми ніколи не будемо разом            | Мы никогда не будем вместе        | продюсер        |
| 2021 | с | Сини щасливої жінки                  | Сыновья счастливой женщины        | продюсер        |
| 2021 | с | Моя справжня мама                    | Моя настоящая мама                | продюсер        |
| 2021 | с | Пробачити себе                       | Простить себя                     | продюсер        |
| 2021 | с | Не озирайся назад                    | Не оглядывайся назад              | продюсер        |
| 2021 | с | Сім'я і трохи справедливості         | Семья и немного справедливости    | продюсер        |
| 2021 | с | Коли помре любов                     | Когда умрёт любовь                | продюсер        |
| 2021 | с | Все, що забажаеш                     | Всё, что захочешь                 | продюсер        |
| 2021 | с | Олена і капітан                      | Елена и капитан                   | продюсер        |
| 2021 | с | Можеш мені вірити                    | Можешь мне верить                 | продюсер        |
| 2021 | с | Трикутник долі                       | Треугольник судьбы                | продюсер        |
| 2021 | с | Королева доріг                       | Королева дорог                    | продюсер        |
| 2020 | с | Аквамарин                            | Аквамарин                         | продюсер        |
| 2020 | с | Непрекрасна леді                     | Непрекрасная леди                 | продюсер        |
| 2020 | с | Добра душа                           | Добрая душа                       | продюсер        |
| 2020 | с | Уроки життя і водіння                | Уроки жизни и вождения            | продюсер        |
| 2020 | с | Тінь минулого                        | Тень прошлого                     | продюсер        |
| 2020 | с | Сімейний портрет                     | Семейный портрет                  | продюсер        |
| 2020 | с | Незабута                             | Незабытая                         | продюсер        |
| 2020 | с | Згадати себе                         | Вспомнить себя                    | продюсер        |
| 2020 | с | Встигнути все виправити              | Успеть всё исправить              | продюсер        |
| 2020 | с | Стань моєю тінню                     | Стань моей тенью                  | продюсер        |
| 2020 | с | Пробудження кохання                  | Пробуждение любви                 | продюсер        |
| 2020 | с | Наша лікарка                         | Наша доктор                       | продюсер        |
| 2020 | с | Проти течії                          | Водоворот                         | продюсер        |
| 2019 | с | Кохання зі заплющеними очима         | Любовь с закрытыми глазами        | продюсер        |
| 2019 | с | Повернення                           | Возвращение                       | продюсер        |
| 2019 | с | Біля причалу                         | У причала                         | продюсер        |
| 2019 | с | Таємниця Марії                       | Тайна Марии                       | продюсер        |
| 2019 | с | Опікун                               | Опекун                            | продюсер        |
| 2019 | с | Ніколи не буває пізно                | Никогда не бывает поздно          | продюсер        |
| 2019 | с | Якщо ти мене пробачиш                | Если ты меня простишь             | продюсер        |
| 2019 | с | День сонця                           | День солнца                       | продюсер        |
| 2019 | с | Місто закоханих                      | Город влюблённых                  | продюсер        |
| 2019 | с | Я теж його кохаю                     | Я тоже его люблю                  | продюсер        |
| 2019 | с | Я заплачу завтра                     | Я заплачу завтра                  | продюсер        |
| 2019 | с | Солона карамель                      | Соленая карамель                  | продюсер        |
| 2019 | с | Кровна помста                        | Кровная месть                     | продюсер        |
| 2019 | с | Кримінальний журналіст               | Криминальный журналист            | продюсер        |
| 2019 | с | Капітанша-2                          | Капитанша-2                       | продюсер        |
| 2019 | с | Замок на піску                       | Замок на песке                    | продюсер        |
| 2019 | с | Дім, котрий                          | Дом который                       | продюсер        |
| 2018 | с | Людина без серця                     | Человек без сердца                | продюсер        |
| 2018 | с | У минулого в боргу                   | У прошлого в долгу!               | продюсер        |
| 2018 | с | Ти моя кохана                        | Ты моя любимая                    | продюсер        |
| 2018 | с | Троє в лабіринті                     | Трое в лабиринте                  | продюсер        |
| 2018 | с | Доля обміну не підлягає              | Судьба обмену не подлежит         | продюсер        |
| 2018 | с | Доглядальниця                        | Сиделка                           | продюсер        |
| 2018 | с | Сьомий гість                         | Седьмой гость                     | продюсер        |
| 2018 | с | По щучому велінню                    | По щучьему велению                | продюсер        |
| 2018 | с | Помічниця                            | Помощница                         | продюсер        |
| 2018 | с | Перший раз прощається                | Первый раз прощается              | продюсер        |
| 2018 | с | Одна на двох                         | Одна на двоих                     | продюсер        |
| 2018 | с | Нульовий цикл                        | Нулевой цикл                      | продюсер        |
| 2018 | с | Нерідна                              | Неродная                          | продюсер        |
| 2018 | с | Мій коханий привид                   | Мой любимый призрак               | продюсер        |
| 2018 | с | Дівчатка мої                         | Девочки мои                       | продюсер        |
| 2018 | с | Поверни моє життя                    | Верни мою жизнь                   | продюсер        |
| 2018 | с | Бійся бажань своїх                   | Бойся желаний своих               | продюсер        |
| 2018 | с | Ангеліна                             | Ангелина                          | продюсер        |
| 2018 | с | Акварелі                             | Акварели                          | продюсер        |
| 2017 | с | Чорна кров                           | Чёрная кровь                      | продюсер        |
| 2017 | с | Термін давності                      | Срок давности                     | продюсер        |
| 2017 | с | Пом'якшувальні обставини             | Смягчающие обстоятельства         | продюсер        |
| 2017 | с | Секрет неприступної красуні          | Секрет неприступной красавицы     | продюсер        |
| 2017 | с | Свєтка                               | Светка                            | продюсер        |
| 2017 | с | Шлях крізь сніги                     | Путь сквозь снега                 | продюсер        |
| 2017 | с | Пташка співоча                       | Птичка певчая                     | продюсер        |
| 2017 | с | Відчайдушний домогосподар            | Отчаянный домохозяин              | продюсер        |
| 2017 | с | Ніч після випуску                    | Ночь после выпуска                | продюсер        |
| 2017 | с | Мій кращий ворог                     | Мой лучший враг                   | продюсер        |
| 2017 | с | Круговерть                           | Круговорот                        | продюсер        |
| 2017 | с | Королева "Марго"                     | Королева "Марго"                  | продюсер        |
| 2017 | с | Капітанша                            | Капитанша                         | продюсер        |
| 2017 | с | Біле-чорне                           | Идеальный враг                    | продюсер        |
| 2017 | с | Наречений для дурепи                 | Жених для дурочки                 | продюсер        |
| 2017 | с | Все ще буде                          | Всё ещё будет                     | продюсер        |
| 2017 | с | Виховання та вигул собак і чоловіків | Воспитание и выгул собак и мужчин | продюсер        |
| 2017 | с | Біжи, не оглядайся                   | Беги, не оглядывайся!             | продюсер        |
| 2016 | с | Чуже щастя                           | Чужое счастье                     | продюсер        |
| 2016 | с | Теща-командир                        | Тёща-командир                     | продюсер        |
| 2016 | с | Зведена сестра                       | Сводные сёстры                    | продюсер        |
| 2016 | с | Листи з минулого                     | Письма из прошлого                | продюсер        |
| 2016 | с | Забута жінка                         | Забытая женщина                   | продюсер        |
| 2016 | с | Забудь мене, мамо!                   | Забудь меня, мама!                | продюсер        |
| 2016 | с | Жінка його мрії                      | Женщина его мечты                 | продюсер        |
| 2016 | с | Справжній дід                        | Дедушка                           | продюсер        |
| 2016 | с | Вчора. Сьогодні. Назавжди            | Вчера. Сегодня. Навсегда          | продюсер        |
| 2015 | с | Три дороги                           | Три дороги                        | продюсер        |
| 2015 | с | Батько-одинак                        | Два плюс два                      | продюсер        |
| 2014 | с | Рідні серця                          | Племяшка                          | продюсер        |
| 2014 | с | Коли настане світанок                | Когда наступит рассвет            | продюсер        |
| 2013 | с | Осіння мелодія кохання               | Осенняя мелодия любви             | продюсер        |
| 2012 | с | Правила життя                        | Правила жизни                     | продюсер        |
| 2011 | с | Останній кордон. Продовження         | Последний кордон. Продолжение     | актор, продюсер |
| 2009 | с | Останній кордон                      | Последний кордон                  | продюсер        |
| 2009 | с | Лабіринти брехні                     | Лабиринты лжи                     | продюсер        |
| 2009 | с | Лісовик. Продовження історії         | Леший. Продолжение истории        | продюсер        |
| 2008 | с | Віддалені наслідки                   | Отдаленные последствия            | продюсер        |
| 2008 | с | Лісовик-2                            | Леший-2                           | продюсер        |
| 2007 | с | Крила ангела                         | Крылья ангела                     | продюсер        |
| 2007 | с | Точка повернення                     | Точка возврата                    | продюсер        |
| 2007 | с | Снігуронька для дорослого сина       | Снегурочка для взрослого сына     | продюсер        |
| 2006 | с | Четверта група                       | Четвёртая группа                  | продюсер        |
| 2006 | с | Стара подруга                        | Старая подруга                    | продюсер        |
| 2006 | с | Скарб                                | Сокровище                         | продюсер        |
| 2006 | с | Лісовик                              | Леший                             | продюсер        |